# La valigia del boia
La valigia del boia (The Quare Fellow) è un film irlandese del 1962 diretto da Arthur Dreifuss e tratto dal dramma omonimo di Brendan Behan del 1954 (uscito in italia nel 1956 col titolo L'impiccato di domani).

## Trama
Divenuto guardia carceraria, Thomas Crimmin si trasferisce dalla provincia a Dublino, dove assisterà un collega anziano nei difficili giorni che precedono un'esecuzione capitale. Nella casa in cui Thomas alloggia vive anche Kathleen, moglie del condannato a morte, che dopo un'accoglienza fredda e ostile inizia una relazione con lui. Conosciuti dalla donna alcuni particolari della vicenda giudiziaria del marito omessi nel corso del processo, Thomas cerca di procurarle un appuntamento col direttore del carcere affinché sospenda l'esecuzione; nel frattempo, avendo assistito al suicidio di un condannato a morte che pure era stato graziato, e venuto a un più stretto contatto con gli altri carcerati e con i loro problemi, Thomas inizia a sentire dentro di sé tutto l'orrore della pena capitale. Il marito di Kathleen viene ugualmente giustiziato e Thomas, anziché distruggere come da prassi le sue ultime lettere, le consegna ad alcuni detenuti che poi le rivenderanno ai giornalisti: l'opinione pubblica verrà quindi finalmente a sapere cosa prova un condannato a morte nelle sue ultime ore.